# Diecezja Saint-Denis-de-la-Réunion
Diecezja Saint-Denis de La Réunion (łac. Dioecesis S. Dionysii Reunionis; fr. Diocèse de Saint-Denis de la Réunion) – jedna z 75 diecezji obrządku łacińskiego w Kościele katolickim we Francji w całości obejmująca wyspę Reunion – francuskie terytorium zależne u wschodnich wybrzeży Afryki, ze stolicą w Saint-Denis. Erygowana w 1712 brewe przez Klemensa XI jako prałatura apostolska Wysp Oceanu Indyjskiego, a przemianowana na prefekturę Bourbon w 1818. Ustanowiona diecezją Saint-Denis de La Réunion 27 września 1850 bullą papieską Piusa IX. Biskupstwo podlega bezpośrednio (do) Stolicy Apostolskiej.

## Biskupi

### Biskup diecezjalny
- ks. Pascal Chane-Teng – (od 2023)

### Biskup senior
- bp Gilbert Aubry – biskup diecezjalny Saint-Denis de La Réunion w latach 1976–2023, senior od 2023